# Wustweiler
Ne doit pas être confondu avec Woustviller.
Wustweiler (en Sarrois Wuschdweiler) est un ortsteil de la commune allemande d'Illingen située dans l'arrondissement de Neunkirchen. (Sarre)

## Géographie
Wustweiler se situe à 4 km d'Illingen, 15 km d'Ottweiler, 16 km de Neunkirchen et 28 km de Sarrebruck.

## Histoire
Des fouilles ont prouvé que la région était habitée par les Celtes et les Romains avec la présence d'une villa rustica près de la ville d'aujourd'hui. Les premières mentions administratives datent de 1160.
Jusqu'au 31 décembre 1973, Wustweiler était une commune indépendante du canton d'Illingen avec un conseil municipal et un maire bénévole. Depuis le 1er janvier 1974, avec la réforme des collectivités territoriales de la Land de Sarre, Wustweiler devient un ortsteil de la commune d'Illingen
Le blason municipal a été introduit en 1954 et montre trois losanges argentés sur un fond vert. Le fond vert doit rappeler l’origine agricole de Wustweiler et son emplacement dans la vallée. Les losanges symbolisent les trois localités de Wustweiler, Wustweilerhof und Hosterhof.

## Population et société

### Religion
La population est majoritairement catholique. 

### Éducation
De 1937 à 1945, il y avait une école maternelle à Wustweiler. Elle revient en 1967 et est prise en charge depuis 1972 par la paroisse catholique.
Avec la défaite de Napoléon en 1815 Wustweiler est alors rattachée à la Prusse et la scolarité obligatoire est mise en place. À partir de 1817 un professeur est mis à disposition des écoliers, la vieille école de la commune date de cette époque et est désormais un bâtiment d'habitation. L'expansion de l'école ne tarde pas, et en 1867 l'école déménage dans deux différents bâtiments à Wustweiler et Wustweilerhof.
En 2005, l'école primaire ferme dans le cadre de la réforme scolaire de la Sarre. Les écoliers de Wustweiler fréquentent désormais l'école de Hüttigweiler, tout comme les écoliers de Hirzweiler, Welschbach et Hüttigweiler.

## Culture et patrimoine

### Patrimoine religieux

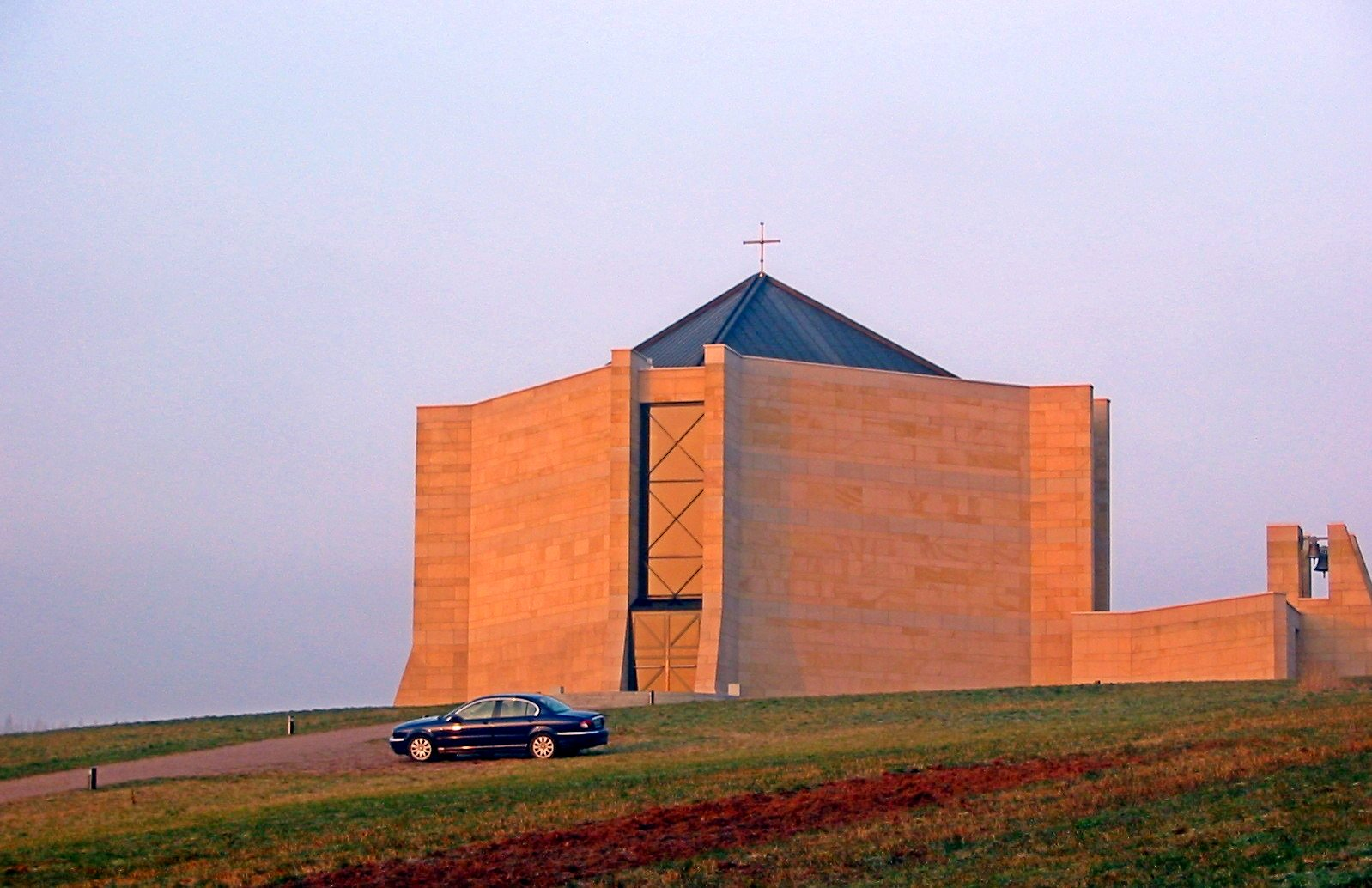
Statio Dominus Mundi, chapelle d'architecture contemporaine à Wustweiler (Sarre)

De nombreux chemins de croix ont été conservés dans et autour de Wustweiler, comme celui de 1776 construit en action de grâce d'une protection contre la peste porcine. Dans les années 1990, le chemin de croix établi dans le cimetière est l'œuvre de Norbert Schlicker.
En 1912 une association d'habitants commence à travailler en vue d'une église, quand la commune décide de s'occuper provisoirement de ce projet à la place de la paroisse qui n'arrive pas à prendre de décision. Une église provisoire est créée et inaugurée en 1920. Le 2 avril 1934 la nouvelle église est consacrée au Sacré-Cœur.
En 2002, la chapelle d'initiative privée Statio Dominus Mundi qui se dresse à l'abord du chemin forestier de Wustweiler est considérée comme un lieu important de l'architecture sacrée contemporaine. L'architecte est Alexander von Branca dont le cabinet se trouve à Munich.

### Lieux et monuments
Au nord de Wustweiler se situent les ruines de la villa Rustica de l'époque romaine équipé de salles de bain d'eaux chaudes et froides, datant du IIe siècle apr. J.-C. et habité jusqu'au troisième. Dans les années 1930, la ruine a été utilisée comme carrière pour la construction de maisons et de routes. 
Dans Wustweiler, plusieurs anciennes fermes et ateliers du XIXe siècle ont été conservés ainsi que des ruines de mines en plein air de charbon.

## Activité et manifestations
Une fête communale se tient tous les trois ans dont les bénéfices reviennent à l'association communale d’embellissement de la ville.
Un festival annuel de musique appelé Wustock reverse ses bénéfices à des associations caritatives.
Wustweiler participe au concours des plus beaux villages d'Allemagne et a remporté une médaille de bronze en 1991.

## Jumelages
Wustweiler est jumelé depuis 1996 avec Woustviller, une commune française à 50 km, en Lorraine, dans le canton de Sarreguemines-Campagne.